# Lijst van burgemeesters van Snelrewaard
Dit is een lijst van burgemeesters van de voormalige Nederlandse gemeente Snelrewaard tot die gemeente op 1 januari 1989 voor het grootste deel opging in de gemeente Oudewater en de rest naar de gemeente Montfoort ging.
| Ambtsperiode | Naam burgemeester               | Partij of stroming | Bijzonderheden                                                                                                  |
| ------------ | ------------------------------- | ------------------ | --- |
| 18?? - 18??  |                                 |                    | |
| 1833 - 1873  | Gerard (G.) van Dam             |                    | tijdens deel van die periode tevens burgemeester van Montfoort, Linschoten, Achthoven, Wulverhorst en Hekendorp |
| 1874 - 1908  | P.H. Knook                      |                    | vanaf 1875 ook burgemeester van Linschoten                                                                      |
| 1908 - 1945  | Gerrit (G.) van der Valk Bouman | ARP                | tevens burgemeester van Linschoten                                                                              |
| 1946 - 1977  | L.W.H. de Geus                  | ARP                | tevens burgemeester van Linschoten                                                                              |
| 1977 - 1983  | Meindert (M.K.) Pool            | ARP / CDA          | tot 1979 waarnemend, tevens burgemeester van Linschoten, voorheen van Stedum en Westdongeradeel                 |
| 1983 - 1989  | J. Berentschot                  | CDA                | waarnemend, tevens waarnemend burgemeester van Linschoten, eerder burgemeester van Kockengen                    |